# Big Big World (singolo)
Big Big World è un singolo della cantante svedese Emilia, pubblicato il 17 novembre 1998 come primo estratto dall'album di debutto Big Big World.

## Descrizione
La canzone, scritta dalla cantante insieme a Günter "Yogi" Lauke e prodotta da quest'ultimo insieme a Hurb e TNT, ha raggiunto la vetta di diverse classifiche europee.

## Tracce
CD-Maxi (Rodeo UMD 87185 (UMG) / EAN 0602508718526)
1. Big Big World (Album Version) – 3:22
2. Big Big World (Pierre J's Big Radio Remix) – 3:30
3. Big Big World (TNT's Big Phat Radio Edit) – 3:12
4. Big Big World (Karaoke Version) – 3:22

## Classifiche
| Paese             | Posizione massima |
| ----------------- | ----------------- |
| Svizzera          | 1                 |
| Austria           | 1                 |
| Paesi Bassi       | 1                 |
| Belgio (Fiandre)  | 1                 |
| Svezia            | 1                 |
| Norvegia          | 1                 |
| Italia            | 2                 |
| Francia           | 2                 |
| Belgio (Vallonia) | 2                 |
| Nuova Zelanda     | 3                 |
| Finlandia         | 4                 |
| Regno Unito       | 5                 |
| Australia         | 17                |

### Classifiche annuali
| Paese (1999) | Posizione raggiunta |
| ------------ | ------------------- |
| Italia       | 21                  |